# Cyclodorippoida
Cyclodorippoida is een sectie van krabben en omvat de volgende families:
- Cyclodorippidae
- Cymonomidae
- Phyllotymolinidae